# 거창 윤경남 생가
거창 윤경남 생가(居昌 尹景男 生家)는 대한민국 경상남도 거창군에 있는 건축물이다.
1997년 1월 30일 경상남도의 유형문화재 제326호 윤경남선생 생가으로 지정되었다가, 2018년 12월 20일 현재의 명칭으로 변경되었다.

## 개요
안채와 사랑채만 현존하며 안채는 5칸으로 부엌위에 다락방이 위치하고 있으며 사랑채는 누마루대청 양식을 갖추고 있다.
건물의 건립연대는 명확치 않으나 현 소유자는 약 450년전 건립한 것으로 알려져 내려오고 있다고 하며 임진왜란 당시 왜적을 퇴치하는데 의병모병, 군기비축 등의 근거지로 사용하였다 한다.
윤경남 선생(1556~1614)은 남하 양항 출신으로 호는 영호 본관은 파평(破平)이다.
어려서부터 학문에 뜻을 두고 경사(經史)에 열중 문위(文衛), 정온(鄭蘊) 등 학자와 교우하였고 1592년 임진 왜란당시 의병을 모집 활약 군기사주부(軍器事主簿)로 임명이 되었으나 사퇴하고 1599년 장수현감(長水縣監)을 제수, 사후에는 대사헌(大司憲)으로 추증되었다.
문헌으로는 영호실기(瀯湖實記)가 남아있다.

## 참고 문헌
- 거창 윤경남 생가 - 국가유산청 국가유산포털